# Keep Your Hands off My Girl
«Keep Your Hands off My Girl» es una canción por la banda pop punk Good Charlotte Fue lanzado a términos de 2006 en su web oficial y MySpace y es la quinta canción de su cuarto álbum, Good Morning Revival.
La canción es el primer sencillo de Good Morning Revival en Reino Unido, Australia y Latinoamérica. No fue lanzado en Norteamérica como sencillo.

## Listado
CD Sencillo
1. «Keep Your Hands off My Girl» (versión álbum) – 3:25
2. «Face the Strange» - 2:59
3. «I Just Wanna Live» (acústica versión) – 2:46
4. «Keep Your Hands off My Girl» (Broken Spindles remix) – 4:35
5. «Keep Your Hands off My Girl» (Street version) (video) – 3:35

7" picture disc
- Lado A

1. «Keep Your Hands off My Girl»

- Lado B

1. «Face the Strange»

## Vídeo musical
Un vídeo para la canción fue posteado en el MySpace de la banda el 26 de octubre de 2006. Fue dirigido por Nylon Marvin Scott Jarret, quién también dirigió el documental de la banda, Fast Future Generation. Este video, que consiste en la banda tocando en una habitación blanca (vestidos con las ropas que vistieron en su tapa de álbum), dijeron que fue algo hecho para los fanes. De todas formas, se vio en la televisión de Reino Unido después de la decisión de lanzar "Keep Your Hands off My Girl" como el primer snecillo de Good Morning Revival en algunos territorios fuera de Norteamérica.
Un segundo vídeo fue hecho para la televisión. Aparece la banda tocando la canción en un club, dónde la mayoría de los patrones son mujeres. Originalmente, este video fue tocado en algunos canales de Reino Unido, pero al comienzo de marzo, fue reemplazado con un vídeo anterior en la mayoría de los canales. Cinematografizado por Samuel Bayer (el director del vídeo de Hold On) y dirigido por Bayer, el vídeo aparece en un episodio de MTV, "Making the Video."
El vídeo para "Keep Your Hands off My Girl" hizo su debut en Reino Unido en el canal roquero Scuzz el 17 de enero de 2007. En MTV de Latinoamérica Los 10+ Pedidos el vídeo se presentó el 5 de febrero de 2007.

## Certificación
| País      | Ventas | Certificación |
| --------- | ------ | ------------- |
| Australia | 35 000 | Oro           |

## Posicionamiento
| Listas (2007)                           | Posición |
| --------------------------------------- | -------- |
| Australian ARIA Singles Chart           | 5        |
| Austrian Singles Chart                  | 29       |
| Dutch Singles Chart                     | 32       |
| European Hot 100 Singles                | 37       |
| Finnish Singles Chart                   | 9        |
| Germany Singles Chart                   | 32       |
| Greek Singles Chart                     | 43       |
| Ireland Singles Chart                   | 32       |
| Italian Singles Chart                   | 12       |
| New Zealand Singles Chart               | 20       |
| Swedish Singles Chart                   | 49       |
| Swiss Singles Chart                     | 27       |
| UK Singles Chart                        | 23       |
| U.S. Billboard European Hot 100 Singles | 37       |

"Keep Your Hands off My Girl" entró en las listas de Reino Unido en descargas con un número de 38 el 4 de marzo de 2007. Fue oficialmente lanzado como sencillo físico el 12 de marzo de 1007, y llegó al número 23 el 18 de marzo de 2007.